# Macedonio Melloni
Macedonio Melloni (11. dubna 1798 Parma – 11. srpna 1854 Portici) byl italský fyzik.
Navštěvoval výtvarnou akademii v Parmě a zároveň studoval fyziku u Antonia Lombardiniho a na pařížské École polytechnique. Od roku 1824 byl profesorem Univerzity v Parmě, pro své protivládní postoje musel v roce 1831 emigrovat do Francie. V roce 1839 se stal profesorem Neapolské univerzity a od roku 1841 vedl na Vesuvu první vulkanologickou observatoř na světě, místo musel opustit v roce 1848 z politických důvodů. Zemřel ve věku 56 let na choleru.
Spolu s Leopoldem Nobilim se věnoval výzkumu sálání a objevil, že krystaly chloridu sodného propouštějí infračervené záření. Zabýval se také elektrostatickou indukcí, polarizací a fotografií. Obdržel Rumfordovu medaili a řád Pour le Mérite, byl zahraničním členem Královské společnosti, Francouzské akademie věd, Královské švédské akademie věd a Americké akademie umění a věd. V Miláně je po něm pojmenována nemocnice Ospedale Macedonio Melloni.